# مذكرات سارة (فلم)
مذكرات سارة (بالإسبانية: El cuaderno de Sara) هو فيلم مغامرات درامي تم إنتاجه في إسبانيا وصدر سنة 2018، من بطولة مانولو كاردونا وبيلين رويدا ورامون باريا.

## القصة
لورا ألونسو هي محامية إسبانية من مدريد تصل إلى جمهورية الكونغو الديمقراطية بعد مشاهدة صورة تظهر فيها سارا، أختها الصغرى، على قيد الحياة بعد عامين دون وجود أدلة عن موقعها.

## الميزانية والإيرادات
حقق الفيلم أرباح تقدر بـ 5,200,000 يورو.

## روابط خارجية
- مقالات تستعمل روابط فنية بلا صلة مع ويكي بيانات